# Zmago Sagadin
Zmago Sagadin, slovenski trener košarke, 1. november 1952, Celje, Jugoslavija.
Sagadin je eden najuspešnejših slovenskih in priznani evropski košarkarski trener s 25 državnimi in mednarodnimi lovorikami. Devetkrat je bil izbran za slovenskega trenerja leta in prejel številne nagrade ter priznanja za športne dosežke. S svojim sistematičnim delom in poudarkom na individualnem razvoju igralcev je razvil 11 NBA igralcev, kar je največ med evropskimi trenerji. Skupaj je razvil več kot 50 igralcev, ki so zaigrali na najvišjem evropskem nivoju ali v ligi NBA.
S svojim delom je pripomogel k razvoju slovenske košarke in KK Union Olimpije, ki je v času njegovega trenerskega dela postala prepoznaven evropski košarkarski klub. Z Olimpijo je osvojil skupno kar štiriindvajset državnih in mednarodnih lovorik, vključno z osvojitvijo evropskega pokala, 3. mestom v Evroligi in osvojitvijo lige ABA.
Med leti 2011 in 2014 je bil trener in vodja strokovnega štaba pri KK Helios Domžale, kjer je vzpostavil dolgoročni načrt za razvoj mladih košarkarjev. Pod njegovim vodstvom so dozoreli številni košarkarji, ki so prestopili h KK Union Olimpija in v druge klube, npr. Klemen Prepelič, Gregor Hrovat, Blaž Mahkovic, Matic Rebec in Tomaž Bolčina. V sezoni 2014/2015 je bil trener MZT Skopje. Od leta 2015 pa deluje kot svetovalec na področju sistematizacije in strateškega planiranja trenerskega dela, strokovni televizijski komentator in mentor številnim trenerjem.
Zmago je eden od soustanoviteljev lige ABA, avtor strokovnih člankov, nekdanji predsednik strokovnega sveta KZS in nekdanji predsednik društva slovenskih košarkarskih trenerjev. Zmago je ustanovitelj in prvi selektor slovenske košarkarske reprezentance, ki jo je vodil leta 1992, 1994 in 1995. Leta 2012 pa je vodil slovensko reprezentanco do 20 let.

## Dosežki

### Lovorike
24 s KK Olimpija, 1 s KK Crvena Zvezda
- Pokal Saporta – 1994
- Final Four Evrolige – 3. mesto - 1996/97
- Liga ABA – 2002
- Srednjeevropsko prvenstvo – 1992, 1993
- Slovensko prvenstvo – 1992, 1993, 1994, 1997, 1998, 1999, 2001, 2002, 2006
- Slovenski pokal – 1992, 1993, 1994, 1995, 1997, 1998, 1999, 2000, 2001, 2002, 2006
- Pokal Radivoja Korača – 2004 (s KK Crvena Zvezda)

### Nagrade
- Slovenski trener leta – 1992/93, 1993/94, 1994/95, 1996/97, 1997/98, 1998/99, 1999/00, 2000/01, 2001/02

### Košarkarji
Mednarodno uveljavljeni pod njegovim vodstvom
Beno Udrih, Primož Brezec, Boštjan Nachbar, Šarūnas Jasikevičius, Jiri Welsch, Marko Milič, Vladimir Stepania, Soumaila Samake, Radisav Ćurčić, Vladimir Boisa, Sani Bečirovič, Radoslav_Nesterović, Nikola Vujčič, Vlado Ilievski, Gregor Fučka, Jurica Golemac, Ariel McDonald, Marko Tušek, Boris Gorenc, Haris Mujezinović, Jasmin Hukić, Ivica Jurković, Gregor Hafner,Klemen Prepelič
Ponovno uveljavljeni pod njegovim vodstvom
Igor Rakočević, Scoonie Penn, Obinna Ekezie, Mindaugas Žukauskas, Sandro Nicević

### Mentorstvo
- Neven Spahija – (Atlanta Hawks, Tau Ceramica, Maccabi Tel Aviv, Lietuvos Rytas)
- Sašo Filipovski – (Turow Zgorzelec, Union Olimpija)
- Tomo Mahorič – (KK Kyiv, Śląsk Wrocław, Lietuvos Rytas, Union Olimpija)
- Aleksandar Trifunović – (Lietuvos Rytas, KK Crvena zvezda)
- Zoran Martič – (KK Domžale, Slovan, KK Pivovarna Lasko)
- Jure Zdovc[8] – (KK Bosna, KK Split, Iraklis, Panionios)